# اموری مدوویو (ویرجینیا)
اموری مدوویو (به انگلیسی: Emory-Meadowview) یک منطقهٔ مسکونی در ایالات متحده آمریکا است که در شهرستان واشینگتن، ویرجینیا واقع شده‌است. اموری مدوویو ۲۳٫۰ کیلومتر مربع مساحت و ۲٬۲۶۶ نفر جمعیت دارد.